# Dream Out Loud
Dream Out Loud (DOL) fue una banda de indie rock/rock alternativo contemporáneo de la India, formada en 1999 que surgió de la escena del rock india. DOL, como se la conoce a menudo, por estar formada por dos integrantes, que realizaban distintos estilos musicales. Suraj Jagan y Chandresh Kudwa, fueron los fundadores de la banda. Tuvieron una aparición de 3 minutos en la exitosa película de Bollywood titulada "Rock On".

## Carrera
Los dos integrantes clave en la banda, Suraj Jagan y Chandresh Kudwa, tenían diversos orígenes al interpretar su música a su propio estilo. Suraj, el vocalista de la banda comenzó su carrera tras lanzar su primer álbum bajo el sello de Milestone Entertainment Pvt Ltd, que era titular de una licencia de EMI Music de la India. Su primer álbum en solitario nunca se tituló Musafir. Aunque Musafir fue lanzado en 1999, en la que incluía temas musicales como "Musafir" (título de la canción), "Baadal", "Phir Aaye Teri Yaad", "Hamesha" y "Dil Se". Este álbum también fue compilado en Tamil y se hizo un promedio de rendimiento en el mercado. Luego Suraj se trasladó de la escena del rock para incursionar en el hard core, con importantes contribuciones en el Bollywood. Sus números OST populares incluyen:
| Canción                  | Película      |
| ------------------------ | ------------- |
| Dekh Dekh and Theme Song | Hijack        |
| Zehreelay                | Rock On!!     |
| Title Song               | Johnny Gaddar |
| Dum Lagaa                | Dil Dosti Etc |

Suraj Jagan también ha interpretado una canción que fue considerada pegadiza y se hizo popular en el Hutch (Vodafone) ad jingle.
Chandresh, el guitarrista principal de la banda, trajo un montón de profundidad con la banda. Tras su salida, empezó a tocar con varias bandas, como con el grupo THOR (la primera banda de género rock indio en la que fue entrevistado por la BBC), Freedom, Nexus (Jazz-Rock outfit), Vedic Chant y por último Dream Out Loud. Chandresh es también  cofundador de Allegro Institute of Music, un instituto dedicado a nutrir a futuros genios de guitarra. Su escuela de guitarra en línea, ofrece clases a los guitarristas en ciernes, principiantes y acústica avanzada y forma a guitarristas rítmicos.

## Listas de pistas musicales
Todas las canciones escritas y compuestas por Suraj Jagan.
| Título                 | Música          | Longitud |
| ---------------------- | --------------- | -------- |
| "Last Days on Earth"   | Chandresh Kudwa | 4:44     |
| "So Far so good"       | Chandresh Kudwa | 5:03     |
| "Prayer in your heart" | Chandresh Kudwa | 3:18     |
| "Better Days"          | Chandresh Kudwa | 3:58     |
| "Habit"                | Chandresh Kudwa | 4:01     |
| "Desire"               | Chandresh Kudwa | 4:02     |
| "Human Beings"         | Chandresh Kudwa | 3:43     |
| "Jigsaw"               | Chandresh Kudwa | 4:11     |
| "Its Raining Now"      | Chandresh Kudwa | 3:19     |
| "Now"                  | Chandresh Kudwa | 5:29     |